# Sind
Sind of Sindh (Sindhi:سنڌ, sindh) is een van de vier provincies van Pakistan. De provincie grenst aan de Pakistaanse provincies Beloetsjistan in het westen en noorden, Punjab in het noorden en de Indiase staten Rajasthan in het oosten en Gujarat in het zuidoosten. In het zuidwesten grenst Sind aan de Arabische Zee. De hoofdstad is Karachi, de grootste stad van Pakistan, en de provincie heeft 47.886.051 inwoners (2017).

## Geografie
Sind is met een oppervlakte van 140.914 km² de derde provincie qua oppervlakte van Pakistan. Ongeveer de helft van de inwoners woont in steden. Grote steden zijn, naast de hoofdstad Karachi: Hyderabad, Sukkur, Mirpurkhas, Shahdadpur, Tando Adam, Tando Allahyar, Nawabshah, Larkano, Shikarpur, Khairpur en Badin.
De provincie herbergt het zuidelijke deel van de Indusvallei. In het oosten ligt de Tharwoestijn en in het westen liggen de zuidelijke uitlopers van het Kirthargebergte.

## Bevolking
Tussen 1951 en 2017 is de bevolking van Sind bijna verachtvoudigd: van 6 miljoen naar bijna 48 miljoen.
| Bevolking | Bevolking | Bevolking  | Bevolking  | Bevolking  | Bevolking  |
| 1951      | 1961      | 1972       | 1981       | 1998       | 2017       |
| --------- | --------- | ---------- | ---------- | ---------- | ---------- |
| 6.047.748 | 8.367.065 | 14.155.909 | 19.028.666 | 29.991.161 | 47.886.051 |

### Talen
Naast het Sindhi worden in Sind ook het Urdu en het Rajasthani gesproken.

### Religie

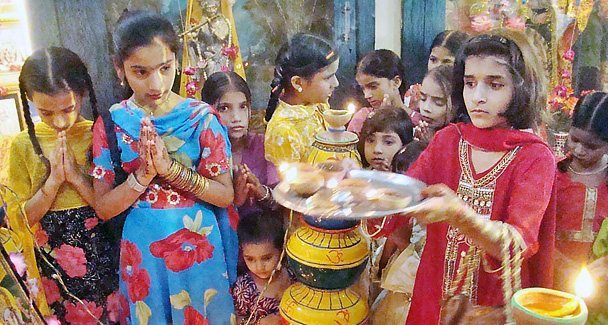
Hindoeïstische vrouwen tijdens een festival in Sind

Net als elders in Pakistan is de soennitische islam ook de grootste religie in Sind. In de volkstelling van 2017 vormden moslims 91% van de bevolking, een onveranderd percentage vergeleken met de volkstelling van 1998. Het soefisme heeft een grote aanhang. Desalniettemin is de religieuze samenstelling van Sind, in tegenstelling tot de rest van Pakistan, relatief heterogeen. Er woont namelijk een grote minderheid van hindoes, met name in de districten Umerkot, Tharparkar en Mirpurkhas en op het platteland. In 2017 vormden hindoes 7,5% van de bevolking van Sind, een drastische krimp vergeleken met 26% in 1947, net voor de massale bevolkingsuitwisseling met India. In 2017 woonde het overgrote deel, ruim 93%, van de Pakistaanse hindoes in de provincie Sind. Daarnaast zijn er kleinere gemeenschappen van christenen, sikhs en ahmadiyya's.
| Religie in Sind (2017) | Religie in Sind (2017) | Religie in Sind (2017) | Religie in Sind (2017) | Religie in Sind (2017) |
| ---------------------- | ---------------------- | ---------------------- | ---------------------- | ---------------------- |
|                        |                        |                        |                        |                        |
| Islam                  | Islam                  |                        | 91,31%                 | 91,31%                 |
| Christendom            | Christendom            |                        | 0,97%                  | 0,97%                  |
| Hindoeïsme             | Hindoeïsme             |                        | 7,49%                  | 7,49%                  |
| Ahmadiyya              | Ahmadiyya              |                        | 0,14%                  | 0,14%                  |
| Andere religies        | Andere religies        |                        | 0,08%                  | 0,08%                  |

## Landbouw
Typische landbouwproducten zijn katoen, rijst, tarwe en suikerriet, waarvan rijst het belangrijkste is. Andere landbouwproducten zijn mango's, die over de hele wereld worden geëxporteerd, en bananen.

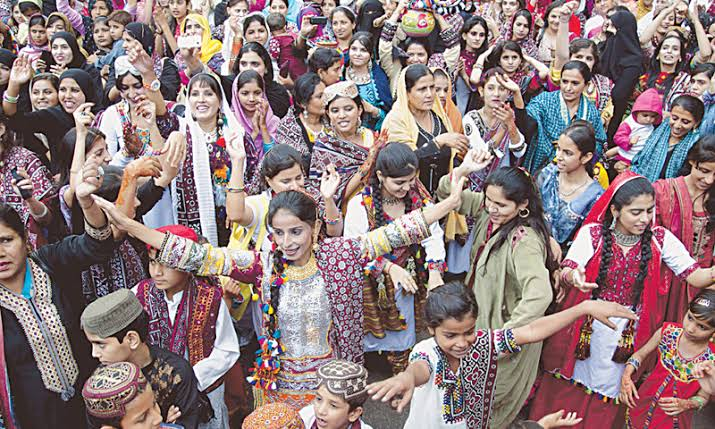
Vrouwen en kinderen in traditionele feestkledij

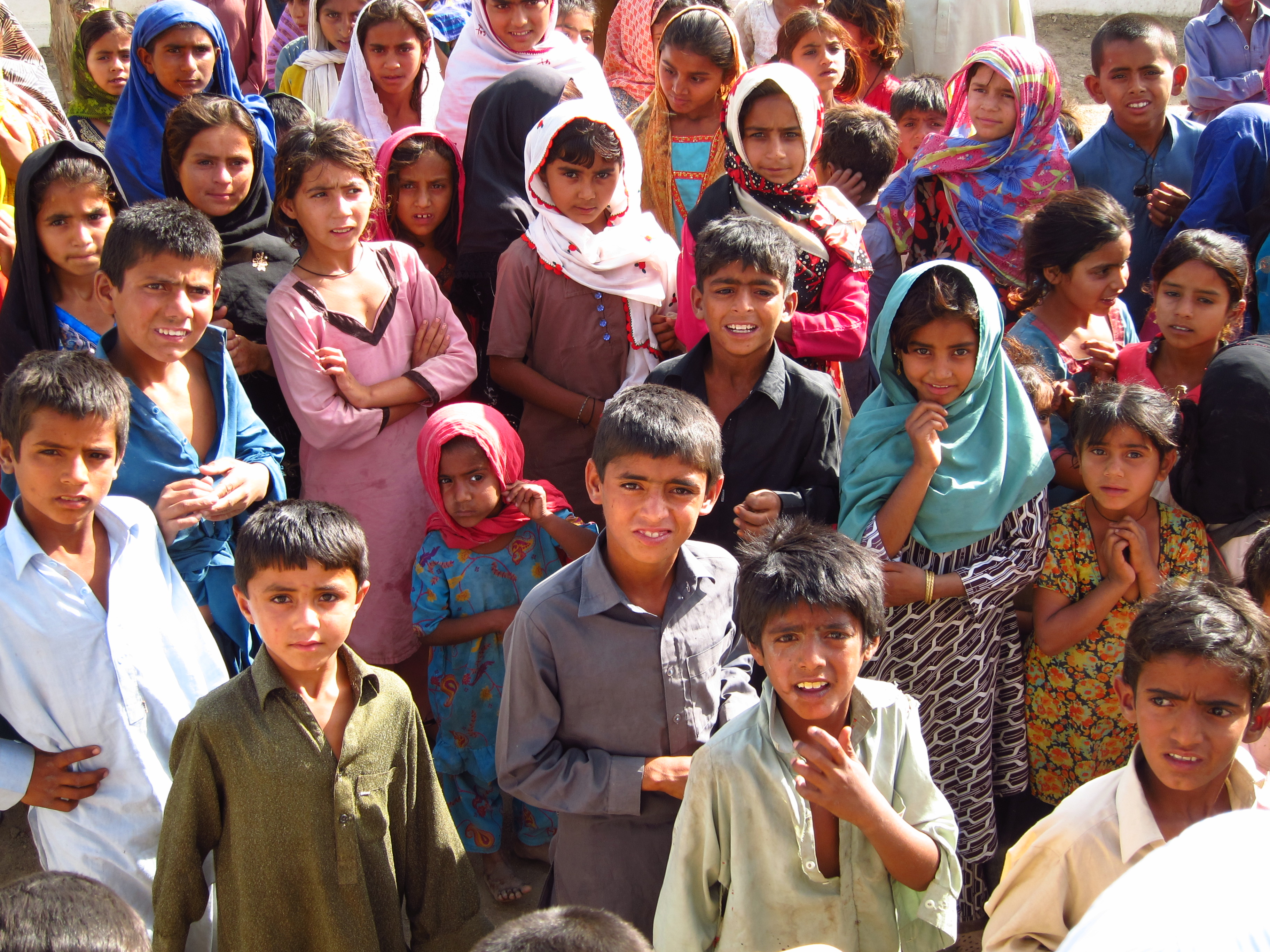
Kinderen op het platteland van Sind